# William Jerome McCormack
William Jerome McCormack (* 24. Januar 1924 in New York City; † 23. November 2013) war ein US-amerikanischer römisch-katholischer Geistlicher und Weihbischof in New York. 

## Leben
William Jerome McCormack diente von 1942 bis 1945 bei der United States Coast Guard. Anschließend studierte er an der St.-Bonaventura-Universität in Allegany und am  Christ the King Seminary. Er empfing am 21. Februar 1959 durch den Bischof von Buffalo, Joseph Aloysius Burke, in der Kathedrale von Buffalo die Priesterweihe für das Erzbistum New York. 1961 wurde er zum Assistenzdirektor der The Society for the Propagation of the Faith ernannt. 1962 wurde er zum Päpstlichen Geheimkämmerer (Monsignore) ernannt, 1965 zum Ehrenprälaten. Er gehörte bis 1971 dem National Council of The Society for the Propagation of the Faith an.
Er war von 1975 bis 1976 Direktor der Abteilung für Gerechtigkeit und Frieden im New Yorker Erzbistums. Von 1970 bis 1980 war er Vizekanzler des Erzbistums sowie Sekretär des Board of Consultors. Von 1975 bis 1976 war er Administrator der St. Joseph of the Holy Family Church in New York City nahe dem Sitz der Vereinten Nationen. Von 1980 bis 1985 war als Nationaler Direktor der Society for the Propagation of the Faith Vertreter beim Heiligen Stuhl. 
Papst Johannes Paul II. ernannte ihn am 23. Dezember 1986 zum Weihbischof in New York und Titularbischof von Nicives. Der Papst persönlich spendete ihm am 6. Januar 1987 die Bischofsweihe; Mitkonsekratoren waren Eduardo Martínez Somalo, Substitut des Staatssekretariates, und José Sánchez, Sekretär der Kongregation für die Evangelisierung der Völker. 
Am 30. Oktober 2001 nahm Papst Johannes Paul II. seinen altersbedingten Rücktritt an.